# کراهولتشی
کراهولتشی (به چکی: Krahulčí) یک منطقهٔ مسکونی در جمهوری چک است که در ناحیه ییهلاوا واقع شده‌است. کراهولتشی ۳٫۶۳ کیلومتر مربع مساحت و ۶۳۰ نفر جمعیت دارد و ۵۳۱ متر بالاتر از سطح دریا واقع شده‌است.